# Heteropoda spenceri
Heteropoda spenceri este o specie de păianjeni din genul Heteropoda, familia Sparassidae, descrisă de Davies, 1994.
Este endemică în Northern Territory. Conform Catalogue of Life specia Heteropoda spenceri nu are subspecii cunoscute.